# Moment de Planck
El moment de Planck, simbolitzat com {\displaystyle m_{P}c}, és la unitat de quantitat de moviment al sistema d'unitats naturals conegut com a unitats de Planck.
El moment de Planck s'expressa com:
{\displaystyle m_{P}c={\frac {\hbar }{l_{P}}}={\sqrt {\frac {\hbar c^{3}}{G}}}\approx } 6,52485 kg m/s
on:
- {\displaystyle {l_{P}}} és la longitud de Planck
- {\displaystyle \hbar } és la constant de Planck reduïda
- {\displaystyle c} és la velocitat de la llum al buit
- {\displaystyle G} és la constant de la gravitació

En unitats del SI el moment de Planck és aproximadament 6,52 kg m/s. És igual a la massa de Planck multiplicat per la velocitat de la llum, habitualment és associat als fotons primigenis en alguns models del big-bang que també tindrien una energia equivalent a l'energia de Planck. A diferència de la majoria de les altres unitats de Planck, aquesta té una escala humana. Per exemple, un objecte d'uns 2,2 kg (108× massa de Planck) arribarà al moment de Planck anant a una velocitat mitjana de 10-8×c (uns 3 m/s). Un altre exemple, una persona de 70 kg caminant a una velocitat mitjana d'1 m/s tindria un moment d'uns 10,7 {\displaystyle m_{P}c}.